# 里德科杜布 (舊西尼亞瓦區)
49°42′22″N 27°31′47″E / 49.70611°N 27.52972°E
里德科杜布（烏克蘭語：Рідкодуб）是位於烏克蘭西部的村莊，由赫梅利尼茨基州裡赫梅利尼茨基區的舊西尼亞瓦市鎮負責管轄。該村始建於1757年，面積0.32平方公里，海拔高度296米，2001年人口105，人口密度每平方公里332.3人。